# Abu Taschfin I.
Abu Taschfin ibn Musa (arabisch أبو تاشفين بن موسى, DMG Abū Tāšfīn b. Mūsā; † 1337), genannt Abu Taschfin I., war Sultan der Abdalwadiden im heutigen Algerien von 1318 bis 1337.
Abu Taschfin I. kam nach dem Sturz seines Vaters Abu Hammu I. Musa (1308 bis 1318) in Tlemcen an die Macht. Nach der Ermordung seines Vaters gelang ihm zunächst die Konsolidierung des Reichs, indem alle Clans und Stämme Bürgen für ihre Treue gegenüber der herrschenden Dynastie nach Tlemcen überstellen mussten. Durch diese Befriedung des Landes kam es bald zu einem Aufschwung des Karawanenhandels, durch welchen sich Tlemcen schnell zu einem wichtigen Handelszentrum entwickelte. In diesem ließen sich viele Kaufleute aus Andalusien nieder und verbreiteten die andalusische Kultur im westlichen Algerien. Der wirtschaftliche Wohlstand ermöglichte Abu Taschfin I. eine prachtvolle Hofhaltung und eine starke Bautätigkeit, so wurden u. a. mehrere Medressen errichtet.
Allerdings bereitete Abu Taschfin I. in Überschätzung seiner Machtmittel einen Angriff auf die Hafsiden in Tunis vor. Als diese sich nun mit den Meriniden in Marokko verbündeten, wurde das Reich der Abdalwadiden 1334 von den Verbündeten überrannt. Abu Taschfin I. fiel 1337 während der Straßenkämpfe in Tlemcen. In der Folgezeit wurde das Reich von den Meriniden annektiert. Erst 1359 gelang unter Abu Hammu II. Musa (1359–1383) die Restauration der Abdalwadidenherrschaft.